# Anaea martinezi
Anaea martinezi is een vlinder uit de familie van de Nymphalidae. De wetenschappelijke naam van de soort is voor het eerst geldig gepubliceerd in 1978 door De La Maza & Díaz Francés.